# Досмухамбетов, Махамбет Джолдасгалиевич
 Махамбе́т Джолдасгали́евич Досмухамбе́тов  (каз.  Махамбет Жолдасқалиұлы Досмұхамбетов; род. 25 декабря 1960, Гурьев) — казахстанский государственный и политический деятель. Аким Атырауской области (2019—2022).

## Биография
1983—1989 — геолог, старший геолог, главный геолог Балыкшинского УРБ ПО «Эмбанефть»
1989—1990 — начальник геологического отдела ГДУ «Доссорнефть» ПО «Эмбанефть»
1991 — главный геолог НГДУ «Макатнефть» ПО «Эмбанефть»
1991—1996 — главный геолог СП «Мунай», АО «АНАКО»
1996—1997 — заместитель директора по техническим вопросам ТОО «Ес-Бол»
1997—2002 — начальник геологического отдела АО «Эмбамунайгаз», менеджер, заместитель директора, директор департамента геологии ЗАО ННК «Казахойл»
2002 — директор департамента геологии и разработки ЗАО НК «КазМунайГаз»
2002—2003 — заместитель директора департамента мониторинга действующих контрактов ЗАО НК «КазМунайГаз»
2003—2004 — заместитель директора департамента управления долями в СП ЗАО НК «КазМунайГаз»
2004—2006 — директор департамента геологии и разработки АО РД «КазМунайГаз»
2006—2009 — заместитель генерального директора — главный геолог ТОО СП «КазГерМунай»
2009—2012 — заместитель генерального директора по геологии и разработке АО «Мангистаумунайгаз»
2012—2013 — первый заместитель генерального директора, член правления АО «Мангистаумунайгаз»
2013—2015 — генеральный директор, председатель правления АО «Эмбамунайгаз»
2015—2016 — заместитель председателя правления АО НК «Казмунайгаз» по крупным проектам, член правления АО "НК «КазМунайГаз»
2016—2019 — первый заместитель министра энергетики Республики Казахстан.
2019—2022 — аким Атырауской области.